# Globba propinqua
Globba propinqua är en enhjärtbladig växtart som beskrevs av Henry Nicholas Ridley. Globba propinqua ingår i släktet Globba och familjen Zingiberaceae. Inga underarter finns listade i Catalogue of Life.